# NGC 7266
NGC 7266 é uma galáxia espiral (Sa) localizada na direcção da constelação de Aquarius. Possui uma declinação de -04° 04' 23" e uma ascensão recta de 22 horas, 23 minutos e 59,0 segundos.
A galáxia NGC 7266 foi descoberta em 1 de Outubro de 1864 por Albert Marth.